# Rabel II
Rabel II  was van 70 tot 106 de laatste koning van de Nabateeërs.
Rabel volgde zijn vader Malichus II op toen hij nog een kind was. Zijn moeder Shaqilat nam zo'n jaar of vijf het regentschap waar. In zijn tijd werd de stad Bosra steeds belangrijker en was het Nabatese koningschap niet meer dan een titel bij gratie van het keizerlijk hof van Rome. In 106 besloot keizer Trajanus het rijk in het oosten uit te breiden en te reorganiseren. Het koninkrijk van Petra werd zonder strijd omgevormd in de Romeinse provincie Arabia.